# Balacra aurivilliusi
Balacra aurivilliusi là một loài bướm đêm thuộc phân họ Arctiinae, họ Erebidae.